# ZX Interface 2
ZX Interface 2 је интерфејс за рачунар ZX Spectrum, произведен од стране Sinclair Research Ltd септембра 1983. године. Интерфејс омогућава да се на спектрум прикључе до два џојстика, а омогућено је и преикључивање ROM кертриџа. 
Интерфејс се прикључивао на спектрумов порт за проширења или на ZX Interface I уколико је исти био у употреби. Постојала је могућност прикључивања штампача ZX Printer .
Због високе цене уређаја (19,95 фунти), као и због конкуренције на тржишту од стране малих фирми које су нудиле више по нижој цени, овај уређај је повучен из производње већ током наредне (1984) године.

## Џојстици
ZX Interface 2 је донео нови систем повезивања џојстика на рачунар који је омогућавао да се истовремено повежу ова два управљачка уређаја уместо једног, као што је био случај са Kempston интерфејсом. Очитавање података са џојстика се вршило емулацијом притиска тастера на тастатури. Четири смера и ватра су очитавани преко тастера 1-5 за првог и 6-0 за другог играча. Овакав начин очитавања џојстика је касније био познат под именом Sinclair Joystick и коришћен је на рачунарима ZX Spectrum +2 и +3.

## ROM кертриджи
Највећа предност софтвера на ROM кертриџима је била скоро истовремено учитавање након укључивања рачунара. Међутим, велико ограничење је било у томе да програми на кертриџу нису моги бити дужи од 16 KB, што је аутоматски елиминисало објавивање неких од најбољих видео игара написаних за спектрум. 
Због високе цене софтвера на кертриџу од скоро 15 фунти, објављено је само 10 наслова, то је било преко 100% скупље од најскупљих игара на касетама. 
| Назив                  | Издавач                | Произвођач             | Датум изласка |
| ---------------------- | ---------------------- | ---------------------- | ------------- |
| Jetpac                 | Ultimate Play The Game | Ultimate Play The Game | 1983          |
| PSSST                  | Ultimate Play The Game | Ultimate Play The Game | 1983          |
| Cookie                 | Ultimate Play The Game | Ultimate Play The Game | 1983          |
| Tranz Am               | Ultimate Play The Game | Ultimate Play The Game | 1983          |
| Chess                  | Sinclair Research      | Psion Software         | 1983          |
| Backgammon             | Sinclair Research      | Psion Software         | 1983          |
| Hungry Horace          | Sinclair Research      | Psion Software         | 1982          |
| Horace and the Spiders | Sinclair Research      | Psion Software         | 1983          |
| Planetoids             | Sinclair Research      | Psion Software         | 1982          |
| Space Raiders          | Sinclair Research      | Psion Software         | 1982          |

Кертриџи су се могли додавати и вадити само док је рачунар био искључен. Вађење или стављање кертриџа је могло да физички оштети рачунар. На самом Interface 2 уређају није постојала никаква заштита од случајног вађења кертриџа из слота.
Мимо ових игара, Sinclair Research је издао и кертриџ са програмом за тестирање спектрумовог хардвера који је написао Др. Јан Логан.